# Робанске, Кристофер
Кристофер (Крис) Робанске (англ. Christopher Robanske; род. 30 декабря 1989 года, Калгари, Альберта, Канада) — канадский сноубордист, выступающий в сноуборд-кроссе. Бронзовый призёр чемпионата мира в командном сноуборд-кроссе (2017), участник зимних Олимпийских игр 2014 и 2018.

## Спортивная карьера
Кристофер Робанске первый раз встал на сноуборд в девять лет в Олимпийском парке Канады в Калгари. Изначально занимался скоростными видами сноуборда, параллельными дисциплинами и сноуборд-кроссом. В 15 лет решил сосредоточиться на сноуборд-кроссе.
На этапах Кубка мира Кристофер Робанске дебютировал 13 февраля 2009 года в Сайпрессе, Канада, заняв 35-е место в сноуборд-кроссе. Всего на этапах Кубка мира Кристофер Робанске одержал 2 победы и ещё 5 раз поднимался на подиум. Лучшим в карьере спортсмена стало 3-е место по итогам сезона Кубка мира 2013/14.
На чемпионатах мира среди юниоров в сноуборд-кроссе Кристофер Робанске участвовал 3 раза. Лучшим результатом является 16-е место, показанное на чемпионате 2008 в Вальмаленко.
Кристофер Робанске принял участие в трёх чемпионатах мира по сноуборду. В 2013 году Крис был 12-м, в 2015 году стал 27-м. На чемпионате мира 2017 Кристофер Робанске показал 42-й результат в индивидуальных гонках и завоевал бронзовую награду в командном сноуборд-кроссе в паре с Кевином Хиллом.
Участник двух зимних Олимпиад. В 2014 году в Сочи стал 17-м, выбыв в 1/4 финала. В 2018 году на играх в Пхёнчхане Кристофер Робанске в квалификации показал 11-е время и дошёл до стадии 1/2 финала, где проиграл.. В малом финале на старт не вышел и занял 11-е место в итоговом протоколе.
2 раза Кристофер Робанске принимал участие во всемирных зимних экстремальных играх X-Games в Аспене. В 2015 году стал 14-м в сноуборд-кроссе, в 2016 году занял 16-е место.

## Спортивные достижения
- Бронзовый призёр чемпионата мира (2017);
- Многократный победитель и призёр этапов Кубка мира;
- Серебряный призёр чемпионата Канады (2016).

## Призовые места на этапах Кубка мира

### 1-е место
- 2 февраля 2013, Блу Маунтинс[англ.], Канада
- 23 марта 2015, Ла-Молина[англ.], Испания

### 2-е место
- 16 декабря 2011, Тельюрайд[англ.], США
- 21 февраля 2016, Солнечная долина, Россия
- 27 января 2018, Банско, Болгария

### 3-е место
- 14 декабря 2012, Тельюрайд[англ.], США
- 22 декабря 2017, Вейсона[англ.], Швейцария